# Susan McCaslin
Susan Elizabeth McCaslin (3 juni 1947) is een Canadese dichter. Ze woont in Fort Langley, Brits-Columbia . McCaslin doceerde van 1984 tot 2007 Engels en creatief schrijven aan het Douglas College in Brits-Columbia. Ze is een professor emerita die veertien dichtbundels schreef. Haar meest recente werk is Painter, Poet, Mountain: After Cézanne (Quattro Books, 2016). Haar eerdere werk, Demeter Goes Skydiving (University of Alberta Press, 2011), stond op de shortlist voor de BC Book Prize en was de winnaar van de Alberta Book Publishing Award in 2012. Ze is een essayist, redacteur van poëzie en auteur van kinderboeken, memoires en non-fictie. 

## Opleiding
- MA in Engels (scriptie: Edgar Allan Poe), Simon Fraser University, 1973
- Ph.D. in Engels (proefschrift: Vernon Watkins), University of British Columbia, 1984

## Werken

### Poëzie
Conversing with Paradise. Vancouver, BC: Golden Eagle Press, 1986. 
Locutions. Victoria, BC: Ekstasis Editions, 1995. 
Light Housekeeping. Victoria, BC: Ekstasis Editions, 1997. 
Veil/Unveil. Toronto: The Saint Thomas Poetry Series, 1997. 
Into the Open. Port Moody, BC: Golden Eagle Press, 1999. 
Flying Wounded. Gainesville, Florida: The University Press of Florida, 2000. 
The Altering Eye . Ottawa, Ontario: Borealis Press, 2000. 
Common Longing: The Teresa Poems and A Canticle for Mary and Martha. New York: Mellen Poetry Press, 2001. 
At the Mercy Seat. Vancouver, BC: Ronsdale Press, 2003. 
A Plot of Light. Lantzville, BC: Oolichan Books, 2004. 
Lifting the Stone. Hamilton, Ontario: Seraphim Editions, oktober 2007. 
Demeter Goes Skydiving. University of Alberta Press, 2011. 
The Disarmed Heart. Toronto, Ontario: The St. Thomas Poetry Series, 2014. 
Painter, Poet, Mountain: After Cézanne. Toronto, Ontario: Quattro Books, 2016. 

### Non-fictie
Arousing the Spirit: Provocative Writings. Kelowna, British Columbia: Copperhouse, an imprint of Wood Lake Books, 2011. 

### Chapbooks (geselecteerd)
Letters to William Blake. Salt Spring Island: Mother Tongue Press, 1997. Eerste winnaar van de Mother Tongue Chapbook-wedstrijd voor 1997, beoordeeld door P.K. Page. 
Oracular Heart. De Hawthorne Poëzie-serie. Victoria, BC: Reference West, 1999. 
Persephone Tours the Underground. North Vancouver, BC: The Alfred Gustav Press, 2009. 
effortful / effortless: after Cézanne. North Vancouver, BC: The Alfred Gustav Press, 2015. 

### Kinderboeken
Thinking About God. Mystic, Connecticut: Twenty-Third Publications, 1994. 

### Editor van poëzie
A Matter of Spirit: Recovery of the Sacred in Contemporary Canadian Poetry. Victoria, BC: Ekstasis Editions, 1998. 
Poetry and Spiritual Practice: Selections from Contemporary Canadian Poets. Toronto: The St. Thomas Poetry Series, 2002. 

### Literaire prijzen (geselecteerd)
The Burnaby Writers 'Society jaarlijkse poëziewedstrijd, oktober 1995, eerste plaats. 
Mother Tongue Press jaarlijkse Chapbook wedstrijd, 1997, voor Letters to William Blake. (beoordeeld door P.K. Page) 
Burnaby Writers 'Society poëziewedstrijd, 2005, eerste plaats. 
De tweede jaarlijkse poëziewedstrijd gesponsord door Presence, winnaar van de grote poëzieprijs, 2006. 
Winnaar eerste plaats in de 18e editie van de jaarlijkse literaire schrijfwedstrijd poëzie van de Federation of BC Writers, 2006. 
Finalist voor de Dorothy Livesay Award (BC Book Prize, 2012) voor Demeter Goes Skydiving (University of Alberta Press, 2011). 
Alberta Book Publishing Award (de Robert Kroetsch Poetry Award) voor Demeter Goes Skydiving (University of Alberta Press), 2012. 
- Gemeinsame Normdatei: 129688185
- International Standard Name Identifier: 0000 0000 7376 3034
- Library of Congress Control Number: n90686316
- Nationale Bibliotheek van Israël: 987007389296405171
- Trove: 1129041
- Virtual International Authority File: 93670251
- WorldCat: E39PBJpytPCRXhXR9rFFkdt9Xd